# Easy Come, Easy Go!
《Easy Come, Easy Go!》是日本樂團B'z的第六張單曲。

## 簡介
- 第四張專輯RISKY的第一首歌
- 松本首次擔任製作人，之後的製作人都是由松本擔任的
- 2003年3月26日12cm重新發售
- 1990年間銷量約30.1萬張，最終銷量約47.1萬張

## 收錄曲
| 曲序 | 曲目                | 时长 |
| ---- | ------------------- | ---- |
| 1.   | Easy Come, Easy Go! | 4:41 |
| 2.   | GO! NUDE! GO!       | 5:01 |

## 製作人
- 松本孝弘:吉他・全曲作曲・編曲
- 稲葉浩志:主唱・全曲作詞
- 青山純:鼓
- 明石昌夫:全曲編曲
- B+U+M

## 主題曲
- 三貴・カメリアダイヤモンド廣告曲。（#1）
- Saison Group廣告曲。（#1）

## 收錄專輯
- RISKY（#1、RISKY Style）
- B'z The Best "Pleasure"（#1）
- B'z The Best "ULTRA Pleasure"（#1）